# 황춘역 (베이징 지하철)
황춘역(중국어: 黄村火车站)은 중국 베이징시 다싱구 린차오루 가도 린차오 북로와 싱화 대가 교차로에 있는 국철 황춘역 북동쪽에 위치한 베이징 지하철 다싱선의 지하철역이다.

## 위치
이 역은 동명의 철도역 북동쪽에 위치하며, 싱화 대가, 싱화 남로, 린차오 북로가 만나는 로터리 북쪽에 있다.

## 역 구조

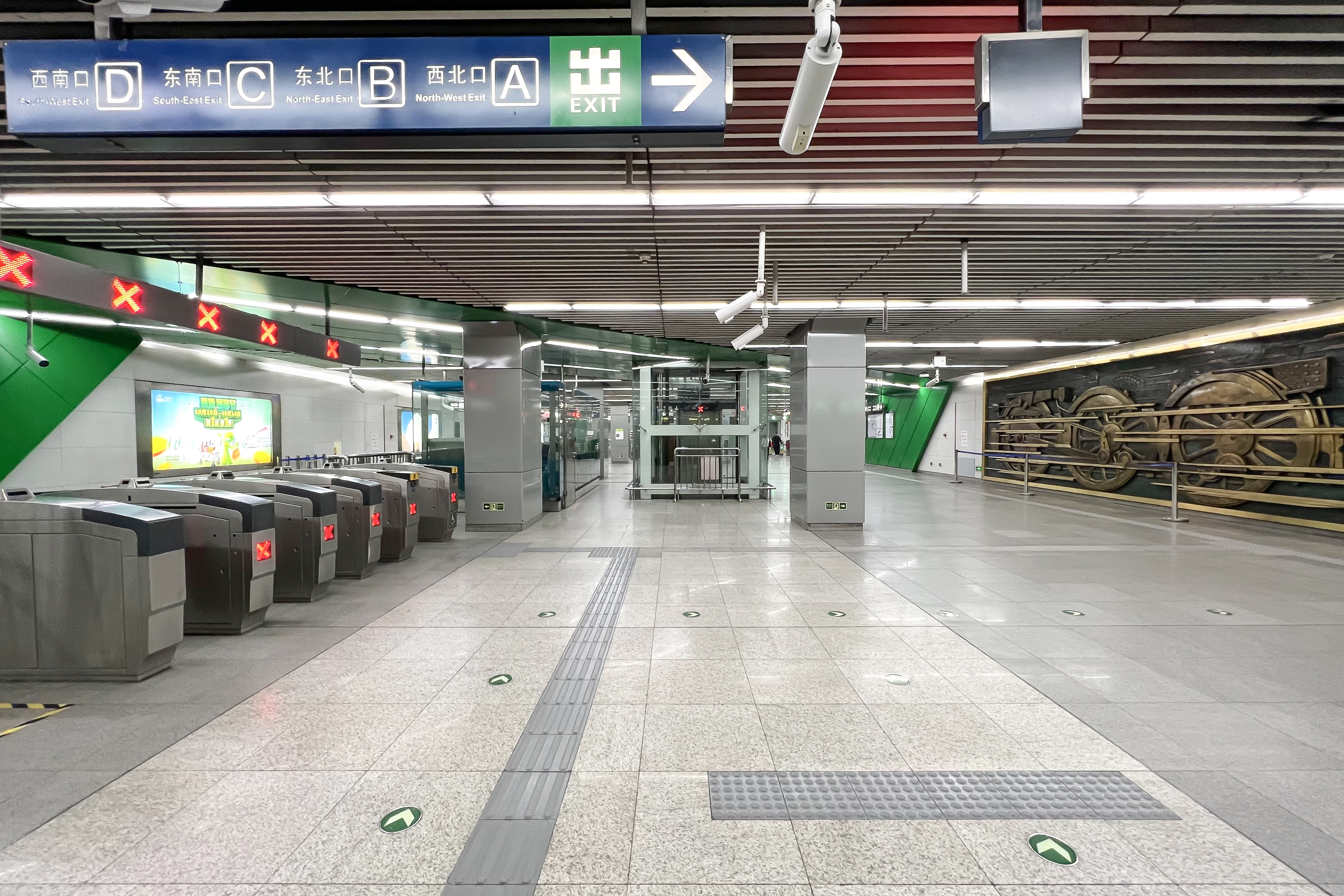
대합실

섬식 승강장으로 설계된 지하역이며, 승강장 한쪽에 “과월(跨越, (지역을)뛰어넘다)”을 주제로 한 아트월이 설치되어 있다.
| 지면층          | 출구                            | A-D출구                                         |
| 지하 1층        | 대합실                          | 고객 센터, 자동매표기, 이카통(一卡通) 충전      |
| 지하 2층 승강장 | ←                               | ■ 다싱선 안허차오베이 (4호선) 방면 (황춘시다제) |
| 지하 2층 승강장 | 섬식 승강장, 왼쪽 출입문이 열림 |                                                 |
| 지하 2층 승강장 | →                               | ■ 다싱선 톈궁위안 방면 (이허좡)                 |

## 출구
이 역에는 A(서북), B(동북), C(동남), D(서남)의 4개의 출입구가 있다.。
|                         |                             |                                                                    |      |             |
| 출구                    | 지시                        | 출구 인근                                                          | 사진 | 무장애 시설 |
| 出口 · A                | 싱화 대가(兴华大街)(서측)   | 린샤오루 가도 사무소, 다싱구 퉁청 행정사무소빌딩                   |      |             |
| 出口 · B                | 싱화 대가(동측)             | 다싱구 제4초등학교, 다싱구 제5중학교                               |      | 빈칸        |
| 出口 · C                | 린샤오 북로(林校北路)(남측) | 린샤오로 파출소, 다싱구 교통국, 역중리(车站中里), 역북항(车站北巷) |      | 빈칸        |
| 出口 · D                | 싱화 대가(서측)             | 황춘 철도역, 황춘역 파출소                                         |      | 빈칸        |
| 아이콘 설명: 엘리베이터 |                             |                                                                    |      |             |

## 같이 보기
- 황춘역 (베이징시)
- 베이징 다싱역